# Евгений (узурпатор 303 года)
Евгений (лат. Eugenius, полное имя неизвестно) — римский император-узурпатор в 303 или 304 году. Евгений был трибуном 500 солдат, расквартированных в Селевкии, которые провозгласили его императором в 303 или 304 году. Он отправился со своим войском в Антиохию, где пал в бою.
Описание выступления Евгения сохранилось только у Либания:

«Вот как было дело. Некто начальствовал в этой Селевкии над 500 воинами, которым задана была работа по углублению устья гавани. Им приходилось ночью трудиться и для хлеба себе на пропитание, так что спать было некогда. Не в силах выносить такого положения, пятьсот принуждают принять на себя титул императора своего начальника, грозя убить его, если он на то не пойдёт. А он, отстраняя от себя грозящую смерть, стеная, дал вести себя, причём воины напивались допьяна за счёт поместьев, ограбленных вокруг гавани. Когда вторглись сюда (в Антиохию) на закате солнца эти люди, под влиянием винных паров не сознававшие, где они находились, тогдашнее население города, вооружившись против их копий засовами дверей, при деятельном участии и женщин, около полуночи покончили с ними и не осталось ни одного, кто бы не пал мёртвым».— 
Также относительно подробно Либаний описывает это выступление (не называя имени узурпатора) и в своей речи в честь Антиохии. Кроме того, краткое упоминание есть в речи «К императору Феодосию о мятеже», где и даётся — единственный раз — имя узурпатора. Кроме Либания, косвенное упоминание о выступлении Евгения содержит «Церковная история» Евсевия Кесарийского, по которому узурпацию и датируют 303 или 304 годом.
Мятеж Евгения, по словам Е. П. Глушанина, был «трагикомичен». Фактически это был просто «пьяный бунт», причиной которого послужило лишь тяжёлое положение конкретных солдат; какие-либо политические ориентиры и стремления отсутствовали и у простых участников, и у самого Евгения.